# Морозов, Константин Николаевич
Константи́н Никола́евич Моро́зов (род. 7 августа 1961, Куйбышев, СССР) — российский историк, специалист по политической истории России XX века. Доктор исторических наук, доцент. Сотрудник «Мемориала». С лета 2022 приглашенный исследователь CERCEC-EHESS (Paris).

## Биография
Окончил среднюю школу № 5 города Куйбышева. После службы в армии учился на рабочем факультете и на историческом факультете Куйбышевского государственного университета, который закончил в 1988 году.
В 1988—1992 годах — преподаватель истории в Поволжском институте информатики, радиотехники и связи.
В 1990—1995 годах учился в заочной аспирантуре Самарского государственного университета.
В 1993—1995 — работал научным сотрудником в Институте национальных проблем образования Министерства образования Российской Федерации.
В декабре 1995 года в Самарском государственном университете под научным руководством кандидата исторических наук, доцента М. И. Леонова защитил диссертацию на соискание учёной степени кандидата исторических наук по теме «Партия социалистов-революционеров в 1907—1914 гг.» (специальность 07.00.02 — Отечественная история); официальные оппоненты — доктор исторических наук, профессор Ю. И. Шестак и кандидат исторических наук, доцент Л. М. Артамонова; ведущая организация — Российский независимый институт социальных и национальных проблем.
В 1996—2005 годах — старший преподаватель и доцент кафедры истории МГТУ имени Н. Э. Баумана. В феврале 2007 года в Московском педагогическом государственном университете защитил диссертацию на соискание учёной степени доктора исторических наук по теме «Судебный процесс социалистов-революционеров и тюремное противостояние (1922—1926): этика и тактика противоборства» (специальность 07.00.02 — Отечественная история); официальные оппоненты — доктор исторических наук, доцент Б. И. Колоницкий, доктор исторических наук, профессор А. П. Ненароков, доктор исторических наук О. В. Хлевнюк; ведущая организация — Самарский государственный университет.
С 2002 года — сотрудник научно-информационного и просветительского центра «Мемориал». В 2002—2005 годах — ответственный составитель электронного варианта словника биографического справочника «Социалистическое сопротивление» советскому режиму (25 октября 1917 — конец 1930-х годов): материалы к биографическому словарю. Вып. 1: Словник. Руководитель программы «Социалисты и анархисты — участники сопротивления большевистскому режиму. 25 октября 1917 г. — конец 30 г. XX в.» НИПЦ «Мемориал» и 2005—2007 годах — руководитель программы «Поддержка молодых российских исследователей». C 2009 года — член Совета и заместитель председателя Совета Научно-информационного и просветительского центра «Мемориал» (переизбирался в 2012 г. и в 2015 г.). С 2013 года член Правления общества «Московский Мемориал» (переизбирался в 2015 и 2017 гг.) Автор концепции и главный редактор историко-просветительского и биографического сайта научно-информационного и просветительского центра «Мемориал» «Российские социалисты и анархисты после Октября 1917 г.: история, идеи, традиции демократического социализма и судьбы участников левого сопротивления большевистскому режиму». Автор идеи и соруководитель цикла «Историк за верстаком», проводимого Вольным историческим обществом, Научно-информационным и просветительским центром «Мемориал» и Международным историко-просветительским, правозащитным и благотворительным обществом «Мемориал». Цикл прекратил свое существование после ликвидации «Международного Мемориала» 28 февраля 2022 г.
В 2007—2013 годах — профессор кафедры Истории России Нового времени Историко-архивного института Российского государственного гуманитарного университета. Читал курс «История России. 1891—1917 год», специальный курс «Оппозиционный терроризм в России в нач. XX в.» и специальный семинар «Субкультура и повседневная жизнь российского революционера в первой трети XX века».
С 2009 года — профессор кафедры гуманитарных дисциплин Академии народного хозяйства при Правительстве Российской Федерации, затем до марта 2022 г. профессор кафедры истории российской государственности отделения истории Школы актуальных гуманитарных исследований Института общественных наук Российской академии народного хозяйства и государственной службы при Президенте Российской Федерации.
С 2014 года — член-учредитель и член Совета Вольного исторического общества. С 1 сентября 2017 года — профессор кафедры истории Московской высшей школы социальных и экономических наук.
С мая 2019 г. по апрель 2022 г. ведущий научный сотрудник Центра социальной истории России Института российской истории РАН.
Один из инициаторов создания Межрегионального профессионального союза работников высшей школы «Университетская солидарность» и с апреля 2013 г. по январь 2015 г. сопредседатель профессионального союза и главный редактор сайта
Автор идеи и куратор циклов историко-просветительских лекций, круглых столов и дискуссий «1917 год в нашей истории» и «Великая российская революция (1917—1922) и историческая память», проводимых совместно Вольным историческим обществом и Сахаровским центром. Один из инициаторов создания и установки 7 и 8 августа 2013 г. памятника социалистам и анархистам, заключённым Соловецких политскитов и памятного знака заключённым социалистам, погибшим от пуль охраны в Савватьевском политскиту.
В марте 2022 г. покинул Россию, выступает с антивоенных позиций. С лета 2022 г. руководитель мемориальской программы «История борьбы антиавторитарных сил в России и Зарубежье». С августа 2022 г. — приглашенный исследователь CERCEC-EHESS (Paris). Находясь в Париже, возобновил публичную мемориальскую деятельность. С октября 2022 г. руководитель и ведущий (совместно с Н. Соколовым) цикла встреч-бесед «Хранители исторической памяти», проводимого в Париже, руководитель постоянно действующего семинара «Борьба за свободу и демократию в XX веке: Россия и Русское зарубежье», а с ноября — руководитель постоянно действующего семинар «Россия в XX веке: история, дискуссии, осмысление, работа с исторической памятью».
Научные интересы — история партии социалистов-революционеров; феномен эсеровского террора (1902—1911, 1918); эсеровская концепция преобразования России; демократическая альтернатива в 1917 году, в гражданской войне и в эмиграции; мир, субкультура и повседневная жизнь российского революционера; сопротивление социалистов и анархистов большевистскому режиму и борьба политзаключенных за свои права (1918- середина 30-х); Борис Савинков, идеи «Третьей России» и русская эмиграция в Польше.

## Общественная позиция
В феврале 2022 подписал открытое письмо российских учёных и научных журналистов с осуждением вторжения России на Украину и призывом вывести российские войска с украинской территории.

## Научные труды
Монографии
- Партия социалистов-революционеров в 1907—1914 гг. — М.: РОССПЭН, 1998. — 624 с.
- Судебный процесс социалистов-революционеров и тюремное противостояние (1922—1926): этика и тактика противоборства. — М.: РОССПЭН, 2005. — 736 с.
- Партия социалистов-революционеров накануне и в годы Первой мировой войны // Первая мировая война и конец Российской империи. В 3-х тт. Т. 1. Политическая история. — СПб.: Лики России. 2014. — С. 392—469 (глава в коллективной монографии)

- Борис Савинков. Опыт научной биографии. — М.: Нестор-История, 2022. — 768 с., ил.

Сборники документов
- Судебный процесс над социалистами-революционерами (июнь-август 1922 г.): Подготовка. Проведение. Итоги / Составитель С. А. Красильников, К. Н. Морозов, И. В. Чубыкин. М.: РОССПЭН, 2002. 1007 с. (Серия «Архивы Кремля»).
- Трудовая народно-социалистическая партия: Документы и материалы / Составитель А. В. Сыпченко, К. Н. Морозов. М.: РОССПЭН, 2003. 624с.
- Сын «вольного штурмана» и тринадцатый «смертник» судебного процесса с.-р. 1922 г.: Сборник документов и материалов из личного архива В. Н. Рихтера / Составитель К. Н. Морозов, А. Ю. Морозова, Т. А. Семёнова (Рихтер). М.: РОССПЭН, 2005.655 с. http://socialist.memo.ru/books/lit/richter.pdf
- Три брата (То, что было): Сборник документов / Составители, авторы предисловия и комментариев К. Н. Морозов, А. Ю. Морозова — М. : Новый хронограф, 2019. — 1016 с.

- Партия социалистов-революционеров в эмиграции. 1918 — начало 1950-х годов: Документы и материалы / Сост. А. А. Голосеева, К. Н. Морозов, А. П. Новиков, А. Ю. Суслов. — М.: Политическая энциклопедия, 2022. — 1183 с.

Справочники
- Народничество и народнические партии в истории России в XX в.: биобиблиографический справочник. — М., Издательство «Новый хронограф». 2016. — 544 с.

Учебники
- История евреев в России. Учебник / Научные консультанты К.Морозов, А.Морозова. М.: «Лехаим», 2005.

Статьи
- Б. Н. Савинков и Боевая Организация ПСР в 1909—1911 / Публ. К. Н. Морозова // Минувшее. Исторический альманах. М.; СПб., 1995. Вып. 18. С. 243—314.
- Фотографии оперативного учёта как специфический источник в биографике «социалистического сопротивления» советскому режиму (на материалах «Альбома членов ЦК и активных членов ПСР» ВЧК-ГПУ) // Чтения памяти Вениамина Иофе «Право на имя: биография XX века Биографический метод в социальных и исторических науках». 18-19 апреля 2003. СПб., 2003. С. 105—117.
- Политическое руководство Партии социалистов-революционеров в 1901—1921 годах // Политические партии в российских революциях в начале XX века / Под ред. Г. Н. Севастьянова; Институт рос. истории. М., Наука, 2005. С. 475—487.
- Особенности, парадоксы и итоги судебного процесса социалистов-революционеров 1922 г. // Отечественная история. 2006. № 4. С. 12-25.
- Судебный процесс над эсерами 1922 года «в освещении» ОГПУ // Вопросы истории. 2006. № 11. С. 3- 20.
- Партия социалистов-революционеров во время и после революции 1905—1907 гг. как социокультурный феномен в контексте субкультуры российского революционера // Cahiers du Monde Russe. 2007. Vol. 48. № 2-3. P. 301—331.
- Тюремное сопротивление и борьба за политрежим социалистов (1918—1930-е): сущность явления, формы и парадоксы" // История сталинизма: репрессированная провинция. Материалы международной научной конференции. Смоленск. 9-11 октября 2009 г./ под ред. Е. В. Кодина. М., 2011. C. 451—460
- Феномен, тенденции развития и трансформации субкультуры российского революционера (вторая половина ХІХ — первая половина XX века // Социальная история: Ежегодник. 2011. СПб. 2012. С. 147—175.
- Нужно научиться понимать мир российского революционера // Российская история. 2014. № 1. С. 166—172.
- Парадоксы использования эсерами идей и практики германской социал-демократии в идеологии и в организационном строительстве ПСР и их вклад в концепцию и практику демократического социализма // Социальная реформация и радикальная общественная трансформация. Дебаты о социал-демократии в России и Германии / Под ред. А. К. Сорокина и Р. Трауб-Мерца. — М. : Политическая энциклопедия, 2015. С. 216—229.
- Феномен Бориса Савинкова и загадка его гибели // Идеи и идеалы. Новосибирск. 2016. № 3 (29). С.157-175.
- «Допустимо насилие или нет? Допустимо убийство или нет?»: морально-этические поиски Б. В. Савинкова в преддверии новой революции и реакция на них в эсеровской среде // Предваряя революцию: книжные, архивные и музейные коллекции. Материалы научной конференции «Третьи Рязановские чтения» (19 февраля 2016 г.). М., 2017. С. 203—231.
- Эсеровская демократическая альтернатива Октябрю 1917 г. // Петербургский исторический журнал. 2017. № 4(16). С. 144—157.
- Das Model der Sozialisten-Revolutionare fur die Umgestaltung Russlands // Die Russische Linke zwischen Marz und November 1917 / W.Hedeler (Hrsg.). Berlin, 2017. S. 75-84.
- Ф. Е. Каплан и покушение на В. И. Ленина 30 августа 1918 г. // Вестник Московского государственного областного университета. Серия: История и политические науки. 2018. № 3. С. 95-114.
- «Я не Шарлотта Корде, но жить без действия надоело»: новые свидетельства и штрихи к портрету и биографии Фанни Ефимовны Каплан // Петербургский исторический журнал. 2018. № 3(19). С. 345—361 https://cyberleninka.ru/article/n/ya-ne-sharlotta-korde-no-zhit-bez-deystviya-nadoelo-novye-svidetelstva-i-shtrihi-k-portretu-i-biografii-fanni-efimovny-kaplan
- Почему партии социалистов-революционеров не удалось реализовать свою демократическую альтернативу в 1917 году? // Крестьяноведение. 2018. Т. 3. № 2. С. 55-70.
- «Это так не было»: дискуссии о терроре и отношение к нему в эсеровской партии в годы гражданской войны // Идеи и идеалы. 2019. Т. 11. № 1. Ч. 2. С. 327—355.
- «Я имел связь с группой террористов»: проблема причастности Б. В. Савинкова к покушению на В. И. Ленина 30 августа 1918 г.// Российская история. 2020. № 2. С. 78-90.
- «…Партия с.-р. вступила в революцию без общепризнанного вождя»: проблема лидерства в партии социалистов-революционеров в 1917 году // Всегда оставался верен себе. Сб. памяти доктора исторических наук С. В. Тютюкина М., 2021.
- Настоящий историк: Воспоминания о А. П. Ненарокове // «Пусть горит свеча…». Сборник памяти доктора исторических наук А. П. Ненарокова. М., 2021.

- The Socialist-Revolutionary Emigration in Europe in 1907—1914: the moral-psychological atmosphere and centrifugal processes // Remembrance and justice. Warszawa. 2022. No 1 (39).